# Série de championnat
Dans la Ligue majeure de baseball, la Série de championnat est la série finale ayant pour objet le championnat de la ligue.
Il y a chaque automne deux Séries de championnat :
- La Série de championnat de la Ligue nationale détermine le champion de la Ligue nationale de baseball.
- La Série de championnat de la Ligue américaine détermine le champion de la Ligue américaine de baseball.

Ces deux séries sont disputées chaque année depuis 1969 et n'ont été annulées qu'une seule fois, en 1994. Jouées au meilleur de 5 parties jusqu'en 1984, elles sont depuis 1985 disputées au meilleur de 7 matchs. Ells font partie d'un tournoi appelé séries éliminatoires et les gagnants des deux Séries de championnat s'affrontent ensuite pour le titre ultime de la Ligue majeure de baseball (composée des Ligues américaine et nationale) dans un duel appelé Série mondiale.